# Harry Benjamin
Harry Benjamin (* 12. Januar 1885 in Berlin; † 24. August 1986 in New York) war ein deutschamerikanischer Endokrinologe, Sexualreformer und Pionier auf dem Forschungsgebiet der (damals so bezeichneten) Transsexualität.

## Berufliche Entwicklung
Harry Benjamin ging 1913 als junger Arzt in die USA, um an einem wissenschaftlichen Projekt zum Thema Tuberkulose teilzunehmen. Bedingt durch den Ausbruch des Ersten Weltkrieges wurde er als Auslandsfeind in ein Konzentrationslager eingewiesen. Man ließ ihn erst frei, nachdem er einwilligte, das Land nicht zu verlassen und sich stattdessen in New York anzusiedeln.
Dort eröffnete er bereits ein Jahr später eine private Praxis. Er begann, sich für Hormone zu interessieren, und nahm in den 1920er Jahren an den Veranstaltungen der Weltliga für Sexualreform und des Instituts für Sexualwissenschaft Berlin teil. Dort machte er Bekanntschaft mit dem deutschen Sexualforscher Magnus Hirschfeld und seinem Mitarbeiter Arthur Kronfeld.

## Forschungsschwerpunkte
Sein 1966 erschienenes Buch The Transsexual Phenomenon machte dieses Thema einer breiten Öffentlichkeit bekannt. Darin entwickelte er eine dreigliedrige Skala, die eine Einteilung in Transvestiten (I), nicht operationsbedürftige Transsexuelle (II) und Transsexuelle höherer Intensität (III) vornahm. Nur bei letzteren sollte eine Operation geschlechtsanpassender Merkmale durchgeführt werden. Grundlage für die Einstufungen sind dabei das Verhältnis der einzelnen Typen zur Kleidung und sexuellen Orientierung. Auch wenn die moderne Forschung diese Skala mittlerweile stark modifiziert hat, war sie doch eine der ersten ernsthaften Bemühungen, Transsexualismus und Transvestitismus voneinander abzugrenzen.
Daneben arbeitete Benjamin auch als Gerontologe und suchte nach Möglichkeiten, die menschliche Lebensdauer zu verlängern.

## Schriften (Auswahl)
- Transvestism and transsexualism. In: International Journal of Sexology. Band 7, Nummer 1, 1953, S. 1–14.
- Clinical Aspects of Transsexualism in the Male and Female. In: American Journal of Psychotherapy. Band 18, Nummer 3, 1964, S. 458–469, doi:10.1176/appi.psychotherapy.1964.18.3.458.
- The transsexual phenomenon. Julian Press, New York NY 1966, (Online-Version; PDF; 1,0 MB).
- Newer aspects of the transsexual phenomenon. In: The Journal of Sex Research. Band 5, Nummer 2, 1969, S. 135–41, doi:10.1080/00224496909550610.